# مینو دنتی
مینو دنتی (ایتالیایی: Mino Denti؛ زادهٔ ۵ فوریهٔ ۱۹۴۵) دوچرخه‌سوار اهل ایتالیا است.
وی در مسابقات کشوری و بین‌المللی در مجموع برندهٔ ۱ مدال طلا، ۱ مدال برنز شده‌است.